# Elisabeth Becker (Politikerin)
Elisabeth Becker (* 12. August 1897; † nach 1950) war eine deutsche Politikerin (LDP/SED). Sie wurde 1946 für die LDP in den Landtag von Sachsen-Anhalt gewählt, wechselte aber noch im selben Jahr zur SED.

## Leben
Elisabeth Becker wurde bei der im Vergleich zu späteren Wahlen in der DDR freien Landtagswahl in der Provinz Sachsen 1946 für die LDP in den Landtag gewählt. Zur Zeit der Konstituierung des Landtags war sie nicht anwesend, da sie von der SMAD wegen eines unerlaubten Grenzübertritts in Haft genommen worden war. Bereits in der dritten Landtagssitzung schloss sie sich aber der SED an, wodurch die SED-Fraktion nur einen Abgeordneten weniger als CDU und LDP zusammen hatte. Unklar ist, warum der Wechsel erfolgte. Seitens der LDP und der CDU hieß es, sie habe der SMAD den Übertritt zur SED versprechen müssen, um freigelassen zu werden; für die These, dass der Wechsel unter Druck erfolgte, spricht auch, dass sie später immer an der Seite der Abgeordneten Frieda Koenen, der Ehefrau des Vorsitzenden der SED-Fraktion Bernard Koenen, stand. Becker selber behauptete dagegen, der Wechsel sei erfolgt, da die LDP sie gebeten habe, ihr Mandat niederzulegen. Im Landtag gehörte Becker keinem Ausschuss an und ergriff im Plenum nie das Wort. Mit der unfreien Landtagswahl 1950 schied sie aus dem Landtag aus.